# Новоберезово (Петуховський округ)
Новобере́зово (рос. Новоберёзово) — село у складі Петуховського округу Курганської області, Росія.
Населення — 485 осіб (2010, 517 у 2002).
Національний склад станом на 2002 рік:
- росіяни — 91 %